# 王达军
王达军（1952年—），男，四川江津（今属重庆）人，中国摄影家，中国摄影家协会原副主席、顾问，四川省摄影家协会主席。